# 문유빈 (바둑 기사)
문유빈(文儒彬, 1998년 3월 13일 ~ )은 대한민국의 바둑 기사이다.

## 약력
경기도 수원 출신으로 한종진 바둑도장에서 바둑을 배웠다. 2016년과 2017년 삼성화재배, 제22회 LG배 등 세계대회 통합예선에 출전했고 제3회 몽백합배 세계 바둑 오픈전 본선에 진출했다. 2017년 제140회 일반입단대회를 통해 입단했다. 2018년 12월, 2단으로 승단한 이후 2019년 3단으로 승단했다. 2020년 9월 4단을 거쳐 같은 해 12월에 5단으로 승단했다.